# Roland Andersson (socialdemokrat)
Jan Anders Roland Andersson, född 21 augusti 1947 i Toarps församling, Älvsborgs län, är en svensk politiker (socialdemokrat). Han var kommunalråd i Borås kommun 1982–1998 och 1998–2010 Socialdemokraternas ledande företrädare i Västra Götalandsregionen. Andersson är uppvuxen och bosatt i Gånghester, utanför Borås.
Andersson gjorde sin entré i politiken i Dalsjöfors landskommuns kommunfullmäktige 1968. Han fortsatte i den nybildade Borås kommun 1974 där han åtta år senare utsågs till kommunalråd. Andersson fortsatte sedan som kommunalråd fram till 1998 och satt under mandatperioden 1994–1998 som kommunstyrelsens ordförande.
När Västra Götalandsregionen bildades 1998 blev Andersson socialdemokraternas främste företrädare och tillträdde 2000 posten som regionstyrelsens ordförande sedan en blocköverskridande koalition mellan Socialdemokraterna, Centerpartiet och Folkpartiet bildats.
Andersson aviserade sin avgång under 2009 och blev under våren 2010 efterträdd av Gert-Inge Andersson som närmast kom från posten som socialdemokratiskt kommunalråd i Trollhättans kommun.
Andersson är utbildad byggnadsingenjör och var yrkesverksam som sådan fram till han blev heltidspolitiker 1982. Han satt i SSUs förbundsstyrelse under tidigt 1970-tal, samtidigt som bland annat Göran Persson och Lars Engqvist.
Andersson var vice ordförande i styrelsen för Högskolan i Borås 2004–2010 och därefter ordförande 2010–2017. Han var ledamot av högskolans styrelse från 1995.

## Utmärkelser
- H. M. Konungens medalj i guld av 8:e storleken (Kon:sGM8, 2020) för framstående kommunal- och regionalpolitiska insatser[6]